# Brot und Wein im Abendmahlsgottesdienst

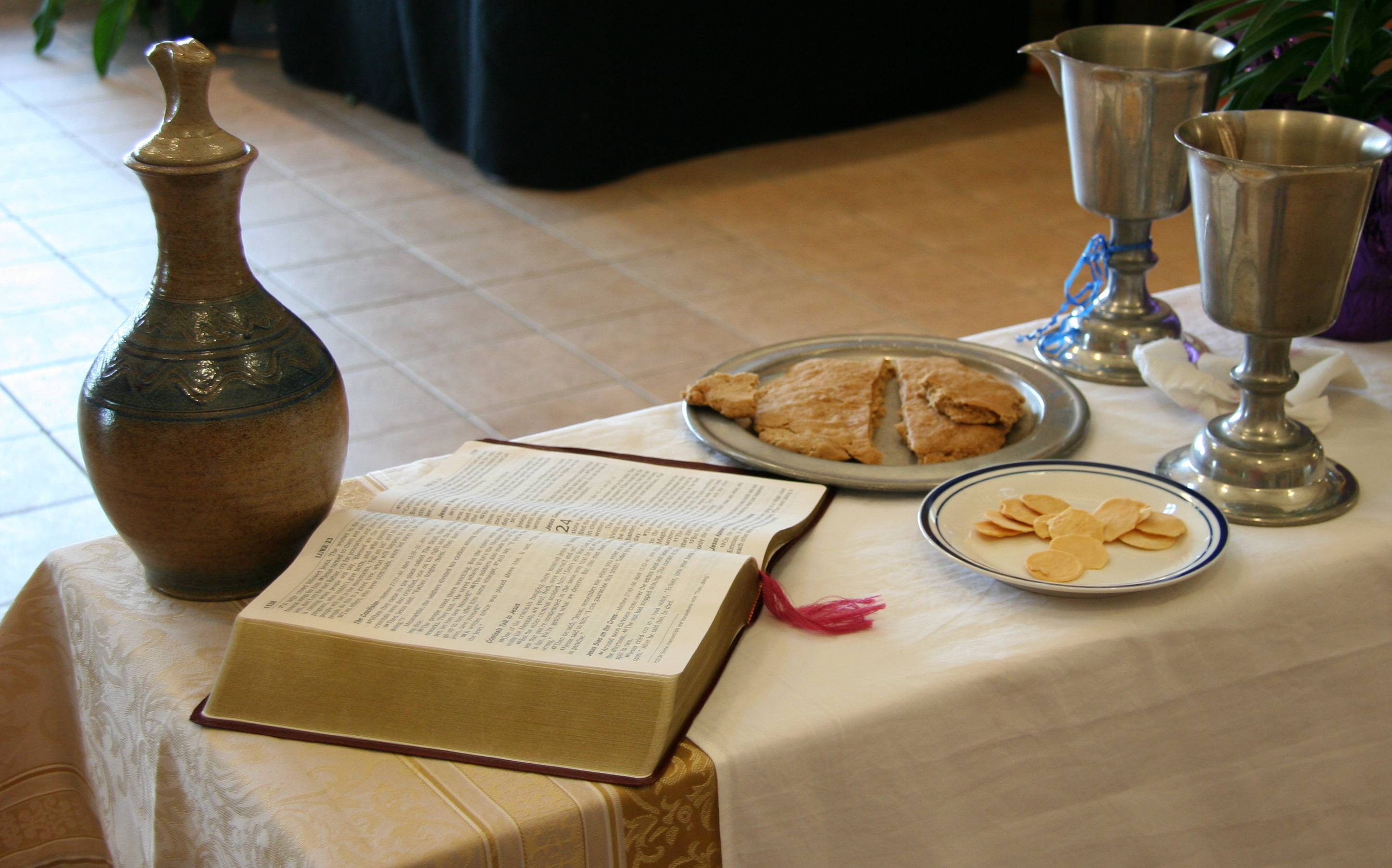
Abendmahlstisch der Evangelical Lutheran Church in America: Offene Bibel, Teller mit ungesäuertem Brot und glutenfreien Hostien, Gießkelche mit Wein und Traubensaft (2010)

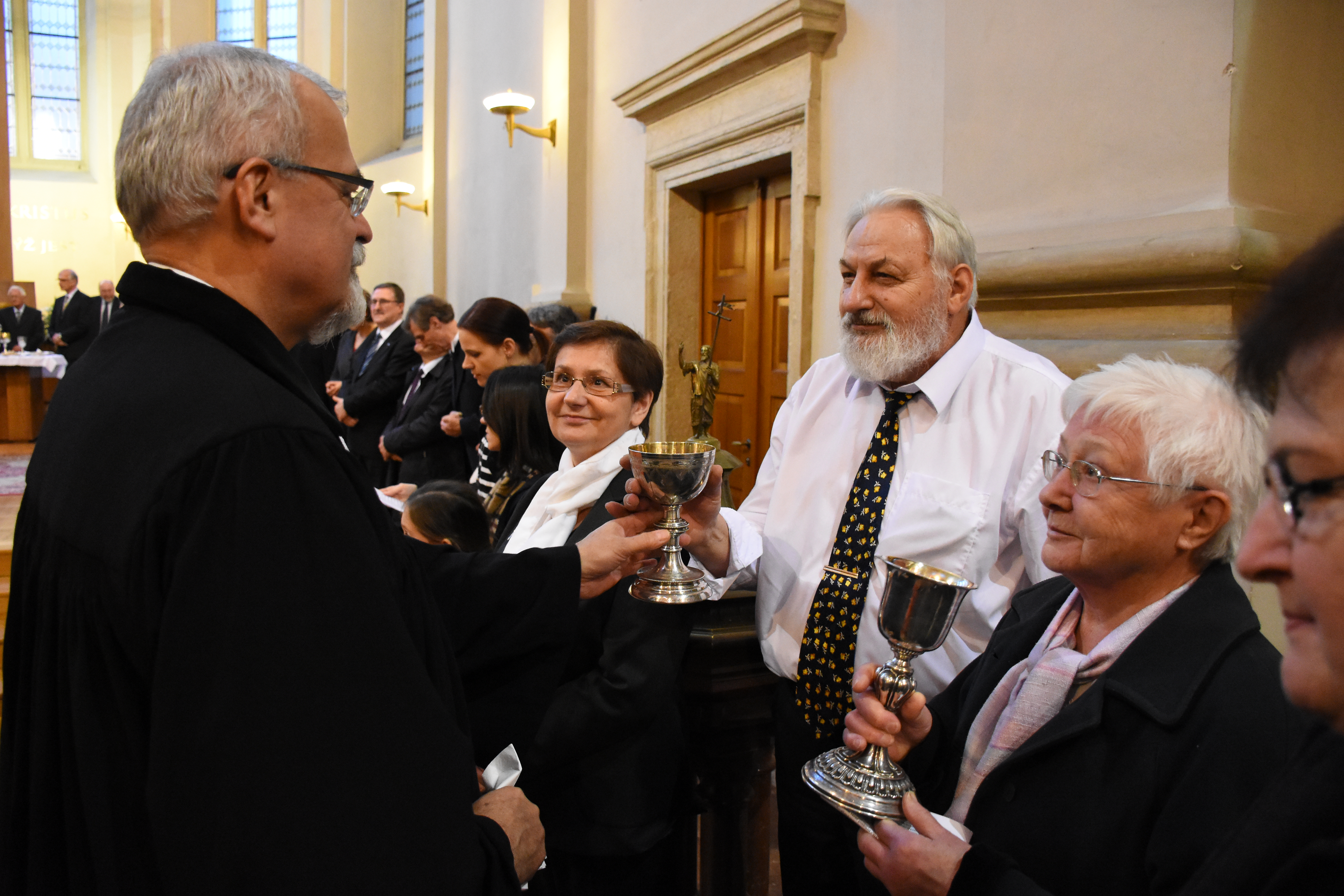
Abendmahl in der Evangelischen Kirche der Böhmischen Brüder

Brot und Wein werden in den Kirchen der Reformation den Teilnehmern beim Abendmahlsgottesdienst gereicht. Der Begriff Abendmahl ist eine Wortprägung Martin Luthers. Er betonte den Mahlcharakter der eucharistischen Feier und nahm damit auf das Urchristentum (1 Kor 11,20 ) Bezug.
Die Reformatoren verwendeten im 16. Jahrhundert weiterhin Hostien (Oblaten) und Messwein, während sich Theologie und Liturgie änderten. In reformierten Gemeinden wurde es dann wichtig, beim Abendmahl alltagsübliches Brot zu verwenden, weil es sättigt und nährt. In der Church of England wurde die Frage, ob Hostien oder Weißbrot, nach intensiver Diskussion um 1600 zugunsten des Weißbrots entschieden. Die Feier des Abendmahls „unter beiderlei Gestalt“ bedeutete gegenüber der römisch-katholischen Praxis auch, dass eine größere Quantität von Wein benötigt wurde. Die Weinkanne (Foto) ist ein spezifisch protestantisches liturgisches Gerät.
Das Christentum wurde durch Kolonisation und Mission zur Weltreligion. Christliche Gemeinden entstanden in Gegenden, wo weder Getreideanbau noch Weinbau heimisch waren. Der Fernhandel war aber kaum in der Lage, Mehl und Wein aus Europa zu importieren – allenfalls als Luxusgüter und transportbedingt in sehr schlechter Qualität. Der Mangel an importiertem Wein und die negativen Erfahrungen mit Branntwein führten in Nordamerika im 19. Jahrhundert zur „Zwei-Wein-Theorie“ – Jesus habe keinen Alkohol, sondern Traubensaft („unfermentierten Wein“) getrunken, und so solle es auch bei der Abendmahlsfeier gehalten werden. In der Mission kam hinzu, dass Brot und Wein als europäische Lebensmittel für die Neubekehrten keinen Symbolwert hatten; dagegen gab es einheimische Lebensmittel, die eine ähnliche Bedeutung in der jeweiligen Kultur besaßen.

## Abendmahl in der Reformationszeit

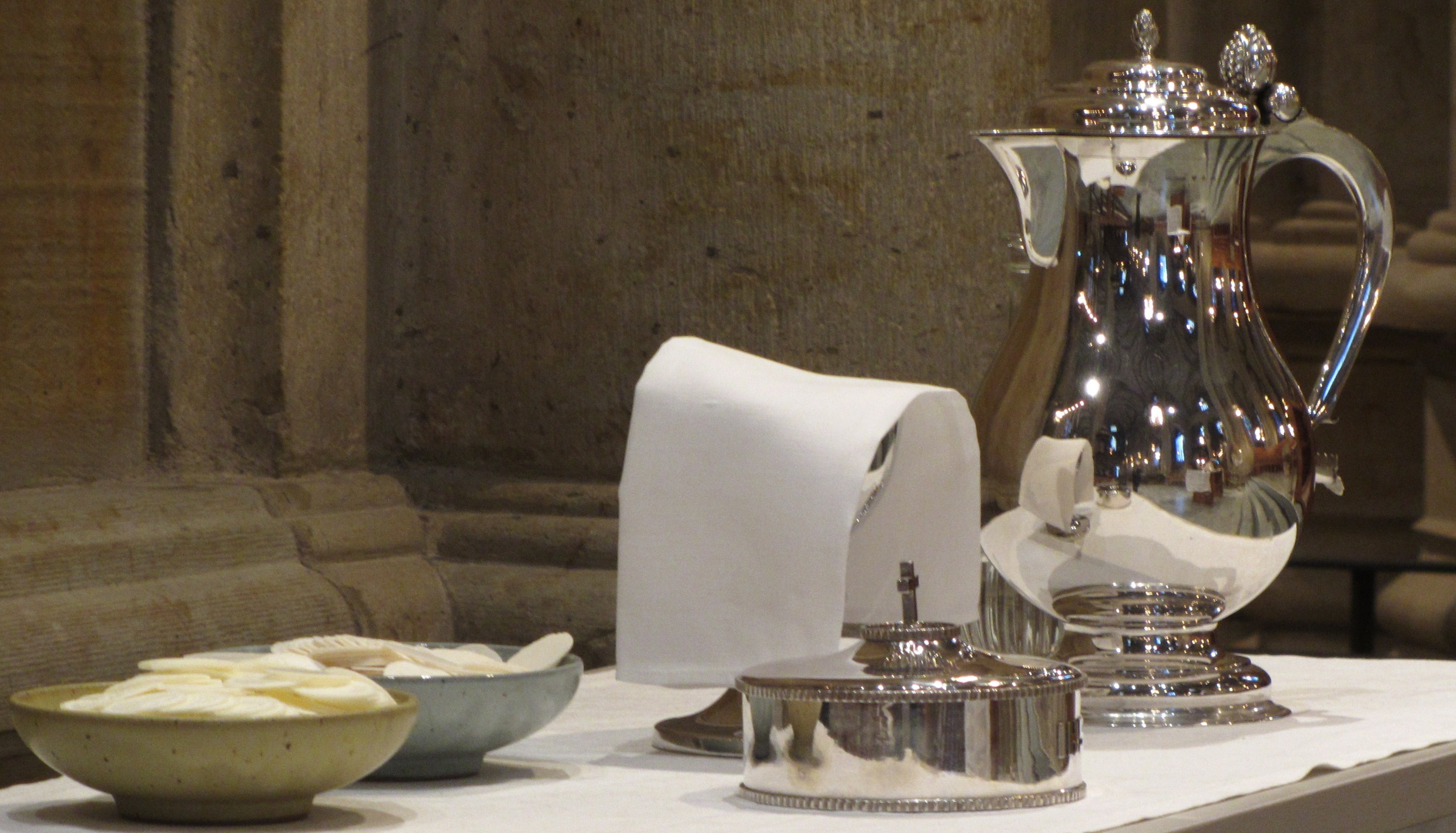
Schalen mit Hostien, Kelch, Pyxis und Weinkanne für eine lutherische Abendmahlsfeier, Dom zu Skara

### Wittenberger Reformation
Martin Luther lehnte es 1525 ab, die Abendmahlsfeier als Nachahmung des Mahls Jesu mit seinen Jüngern in Jerusalem zu gestalten. Ironisch schlug er vor, das Abendmahl ganz bleiben zu lassen, bis man alle Sachfragen geklärt hätte: „Item wey wyr nicht wissen und der Text nicht gibt, ob es rot odder blanck weyn gewesen, ob es semlen odder gersten brot gewesen sey, Werden wyr ynn dem zweyffel die weyl mussen das abentmal lassen anstehen, bis wyrs gewis werden, da wir ia kein eusserlich ding umb eyn har anders machen denn Christus exempel fur tregt.“
Luther hielt es also für unwesentlich, ob Rot- oder Weißwein beim Abendmahl verwendet wurde. Doch seit 1523 kritisierte er die Praxis, den Wein bei der Eucharistiefeier mit Wasser zu verdünnen. Dass dies in der Antike üblich war, wusste Luther möglicherweise nicht, oder hielt es nicht für relevant. Er sah in der Mischung von Wein und Wasser eine Bezugnahme darauf, dass Blut und Wasser aus der Seitenwunde Christi am Kreuz geflossen seien (Joh 19,34 ). Jesus Christus habe aber nicht angeordnet, beim Abendmahl Wein und Wasser zu mischen. Reiner, ungemischter Wein sei ein passendes Symbol für die reine Lehre des Evangeliums. Bewusst bezog Luther damit die gleiche Position wie die Armenische Apostolische Kirche, die deshalb von Rom als ketzerisch verurteilt worden war.
Schon zu Luthers Zeit gab es Christen, die keinen Wein trinken konnten oder wollten. Luther hatte dafür kein Verständnis: „Man soll nichts anders nehmen als Wein (quam vinum!) Aber wenn man Wein nicht verwenden kann (sed si vino uti non potest), so soll mans lassen bleiben …“ Johannes Brenz dagegen riet, den Wein mit Wasser zu verdünnen. Veit Dietrich und Hoe von Hoenegg erklärten, dass wenige Tropfen Wein in einem Glas mit Wasser genügten. Im 17. Jahrhundert wurde Luthers rigide Haltung erneut vertreten.
Philipp Melanchthon wurde beim Regensburger Religionsgespräch (1541) gefragt, wie denn das Abendmahl unter beiderlei Gestalt gefeiert werden solle, wenn Wein nicht oder jedenfalls nicht für die ganze Gemeinde verfügbar sei. Er antwortete, die Schrift spreche genau genommen nicht vom Wein, sondern vom Kelch. Das könne so verstanden werden, dass im Falle der Not auch andere Getränke zulässig seien. Diese Situation trat im Dreikronenkrieg ein, als das lutherische Schweden 1564 durch Seeblockade keinen Wein mehr importieren konnte. Ein Teil der Geistlichen um Johannes Nicolai Ofeegh, den Bischof von Västerås, sprach sich dafür aus, das Abendmahl mit Wasser, Milch, Met oder Bier zu feiern, wenn es anders nicht möglich war. Gerade in Notzeiten sei das Abendmahl eine Stärkung für die Gläubigen. Dagegen setzte sich im sogenannten Liquoristischen Streit die Gruppe um Erzbischof Laurentius Petri durch: Wenn Wein nicht zur Verfügung stand, solle gar kein Abendmahl gefeiert werden. Für Petri war der Weinmangel in Schweden eine göttliche Strafe, die man bußfertig tragen solle. Der Wein dürfe zwar mit Wasser gestreckt, aber nicht durch ein anderes Getränk ersetzt werden, so wenig man anstelle des Brotes Äpfel oder Birnen nehmen könne.

### Schweizer Reformation
In Zürich fand am Gründonnerstag, dem 13. April 1525, eine reformierte Abendmahlsfeier statt, die deutlicher als die Wittenberger mit der Tradition brach. Die Liturgie hatte Huldrych Zwingli verfasst. Neu war der Gedanke des Gemeinschaftsmahls. Wie im Gleichnis vom großen Gastmahl versammelte sich die Gemeinde mit ihrem Pfarrer um den Tisch des Herrn. Vorne im Kirchenraum stand ein Tisch mit ungesäuertem Brot und Wein. Dieses ungesäuerte Brot hatte die Form von quadratischen Hostien, auf die ein Christusbild eingeprägt war. Kirchendiener brachten das Brot in hölzernen Schalen zu den Teilnehmern der Feier; jeder brach sich ein Stück ab. Den Wein reichten die Mahlteilnehmer einander in hölzernen Bechern zu. Es war kein Tischabendmahl; die Gemeinde blieb an ihren Plätzen (da es wohl kein Kirchengestühl gab, heißt das, die Menschen standen oder knieten).
Johannes Calvin wurde 1557 mit der Frage konfrontiert, wie man das Abendmahl auf dem amerikanischen Kontinent feiern könne, nämlich in einer projektierten Hugenottenkolonie in Brasilien (France Antarctique). Hier lebten die Menschen von Wasser, Früchten und gebackenen Wurzeln. Calvin meinte, dass Jesus Brot und Wein gebraucht hätte, weil sie in Judäa übliche Lebensmittel waren. „Wer […] der Not gehorchend statt Wein ein anderes in der Gegend übliches Getränk verwendet, dürfte dem Willen und der Absicht Christi gemäß handeln.“ In seinem Hauptwerk Institutio Christianae Religionis formulierte er 1559 ebenfalls eine pragmatische Position: Es sei gleichgültig, „ob die Gläubigen das Brot in die Hand nehmen oder nicht, ob sie es untereinander verteilen oder ob jeder ißt, was man ihm gegeben hat, ob sie den Kelch dem Diakon in die Hand geben oder an den Nächsten weiterreichen, ob das Brot gesäuert oder ungesäuert ist, und ob der Wein rot oder weiß ist.“ In Genf war das Hôpital Général für die Versorgung der Kirchen mit Abendmahlsbrot und -wein zuständig und bewirtschaftete dazu eigene Weinberge in Peney, Satigny und Bossey.

### Täufertum
Als verfolgte Minderheit feierten Täufer im 16. Jahrhundert nur selten und in sehr schlichter Form das Abendmahl. Beim Oster- oder Pfingstgottesdienst der mährischen Hutterer standen Teller mit Brotscheiben und Weinkannen auf den Tischen. Wenn Wein nicht erhältlich war, feierten Täufergruppen das Abendmahl auch nur mit Brot oder Semmeln.

### Anglikanische Kirche
Das Book of Common Prayer machte 1549 die Vorgabe, als eucharistisches Brot Hostien zu verwenden, aber ohne Aufdruck, und etwas größer und dicker als traditionell üblich, damit sie in Stücke geteilt werden konnten. Die zweite Auflage 1552 näherte sich dem reformierten Brauch an und legte fest, dass normales Weizenbrot von höchster Qualität verwendet werden solle. Die Auflage von 1559 bekräftigte, dass beim Abendmahl Brot verwendet werden solle, wie man es auch bei Tisch gebrauchte, aber „das beste und reinste Weizenbrot, welches erhältlich ist.“ Eine Verfügung (Injunction) Elisabeths I. aus dem gleichen Jahr setzte jedoch fest, dass das sakramentale Brot einfach und ohne Aufdruck sein solle, rund, aber etwas größer und dicker als die bei den Katholiken üblichen Hostien. Die erste Generation elisabethanischer Bischöfe versuchte diese protestantischen Hostien allgemein durchzusetzen, aber ein Teil der Gemeindeglieder akzeptierte sie nicht, weil sie katholisch seien. Edmund Grindal, der Bischof von London, versuchte 1567, die Londoner Nonkonformisten mit dem Argument zu überzeugen, dies sei das gleiche Abendmahlbrot, das auch im reformierten Genf verwendet werde. Um 1570 war die einheitliche Einführung von Hostien gescheitert, einige Geistliche gebrauchten Brot, einige Gemeindeglieder protestierten und verlangten Hostien. Im anglikanischen Klerus wurde die Mehrheit derjenigen, die Weizenbrot verwendeten, immer größer, trotz Widerständen in der Bevölkerung. 1584 erließ Bischof William Overton von Lichfield das erste Hostien-Verbot für seine Diözese. Es wurde von Erzbischof John Whitgift blockiert und von der High Commission widerrufen. Bei den Visitationen wurde in den 1580er Jahren nur noch abgefragt, ob beim Abendmahl Brot gemäß dem Book of Common Prayer gereicht werde, und die Verfügung zugunsten der Hostien ignoriert. Die Unruhe in der Bevölkerung war erheblich, in manchen Gemeinden wurden Ostergottesdienste boykottiert, weil die Gläubigen Hostien wünschten. Erzbischof Richard Bancroft schrieb 1604 die Verwendung von „feinem Weißbrot und gutem und bekömmlichem Wein“ kirchenrechtlich vor; die mittlerweile allgemeine Praxis wurde damit verbindlich gemacht.

## 17./18. Jahrhundert

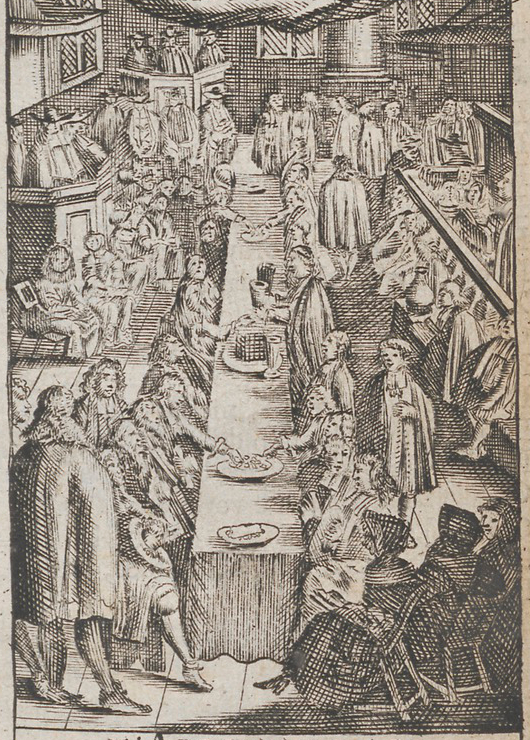
Reformiertes Tischabendmahl (Het recht gebruyck van des Heeren H. Avontmael, Amsterdam um 1730)

Seit der Confessio Sigismundi 1613 war das Brotbrechen das Kennzeichen der reformierten Abendmahlsfeier. Man nahm dazu „natürliches und warhafftiges Brodt“, das den Menschen sättigt und nährt (Psalm 104), was von der katholischen und lutherischen Hostie („Oblaten und Schein-Brodt“) nicht gesagt werden könne. In besonderen Fällen konnte ein landesübliches Getränk anstelle von Wein Verwendung finden.
Als Friedrich V. von der Pfalz 1619 König von Böhmen wurde, beauftragte er Abraham Scultetus damit, bei seinen neuen Untertanen den Calvinismus einzuführen. Dazu gehörte der Kampf gegen die „papistischen Hostien“. Sie wurden ersetzt durch Brot, Semmeln und breite Kuchen, die in lange Streifen geschnitten und in Schüsseln an die Kommunikanten ausgeteilt wurden. Beim feierlichen Abendmahl im Prager Veitsdom Weihnachten 1619 wurde Hefegebäck (Kollatschen) gebraucht, um den Unterschied zu Hostien zu betonen. Dies blieb eine kurze Episode, zeigt aber, wie das Abendmahlsbrot im Calvinismus an Bedeutung gewann. Auch die französische Nationalsynode beschloss 1620, dass beim reformierten Abendmahl „gewöhnliches Brot“ (pain commun) verwendet werden solle.
Die lutherischen Theologen neigten eigentlich dazu, die Frage Brot oder Hostie zu einem Adiaphoron zu erklären und feierten im Dreißigjährigen Krieg, der Not gehorchend, das Abendmahl selbst mit Brot. Aber je mehr Calvinisten das von ihnen verwendete gesäuerte Brot zum konfessionellen Unterscheidungsmerkmal erhoben, desto mehr wurde die Hostie zum Kennzeichen des lutherischen Abendmahls. Am Ende des Jahrhunderts hatte der konfessionelle Streit an Brisanz verloren. Für den Aufklärungstheologen Wilhelm Abraham Teller war es 1764 gleichgültig, ob das Brot gesäuert oder ungesäuert, gebrochen oder geschnitten war, der Wein pur oder mit Wasser gemischt. Er empfahl Hostien und gemischten Wein als freundliches Signal an die römisch-katholische Kirche („Beweis des Nachgebens in gleichgültigen Ceremonien“).

## 19. Jahrhundert

### „Unfermentierter Wein“
Dass die wesentlich von Methodisten getragene Erweckungsbewegung den Kampf gegen den Alkohol zu einem ihrer Anliegen machte, hing mit den besonderen Gegebenheiten in den USA zusammen. Hier dominierten hochprozentige Spirituosen, da der Weinanbau lange nicht gelang und im englischen Stil gebrautes Bier kaum lagerungsfähig war. Die negativen Folgen des Alkoholismus waren offensichtlich. Nur in Siedlungen an der Ostküste war Wein als teure Importware aus Europa erhältlich. Die protestantischen Kolonisten im Landesinneren behalfen sich beim Abendmahl mit verdünntem Branntwein. Eine weitere Möglichkeit war, den teuren Importwein mit Branntwein zu strecken. Andere Gemeinden verwendeten Obstwein oder ein alkoholisches Gebräu eigener Rezeptur. Das alles wurde in methodistischen Gemeinden als sehr unbefriedigend wahrgenommen und weckte ein starkes Bedürfnis, das Abendmahl „richtig“ zu feiern, nämlich so, wie Jesus Christus es eingesetzt hatte. In dieser Suchbewegung veröffentlichte Moses Stuart, ein kongregationalistischer Bibelausleger, 1848 die Studie Scriptural View of the Wine-Question, in der er seine „Zwei-Wein-Theorie“ darlegte: In der Antike und in der Bibel habe es stets fermentierten und „unfermentierten Wein“ (bei Prohibitionisten übliche Bezeichnung für Traubensaft) gegeben. Jesus habe bei der Hochzeit zu Kana Wasser in unfermentierten Wein verwandelt, auch beim letzten Abendmahl Jesu in Jerusalem habe Traubensaft auf dem Tisch gestanden.

#### Rosinenwein
Dass Jesus und seine Jünger beim letzten Abendmahl in Jerusalem keinen Wein getrunken hätten, ließ sich auch damit begründen, dass Gegorenes als Chametz während des Pessachfestes nach dem jüdischen Ritualgesetz verboten sei. Das sei die Ansicht führender zeitgenössischer Rabbiner. Besonders häufig wurde Mordecai Noah zitiert, ein prominenter jüdischer Publizist aus New York ohne rabbinische Ausbildung, der christlichen Prohibitionisten sein Rezept für Rosinenwein mitteilte; dies sei der eigentliche traditionelle Pessachwein. Er wurde als jüdischer Experte befragt und erläuterte gegenüber dem New Yorker Evening Star (19. Februar 1836): „Unfermentierter Wein […] wurde in jenen Zeiten ausschließlich verwendet, genau wie heute: beim Pessachfest als Wein, über dem der Segen gesprochen wird, wahrscheinlich auch beim letzten Abendmahl, und es sollte der Wein sein, der auf dem Abendmahlstisch gebraucht wird.“ Mit Rosinenwein kehrten christliche Prohibitionisten ihrer Meinung nach zu dem jahrhundertelang von gegorenem Wein verdrängten, authentischen Getränk der Urchristenheit zurück. Ein Aufguss von Wasser und Rosinen wurde in amerikanischen jüdischen Gemeinden des 19. Jahrhunderts in der Tat für rituelle Zwecke verwendet, weil koscherer Wein nicht erhältlich war. Er begegnet zuvor in europäischen jüdischen Rezeptbüchern und scheint auf ein Getränk der Marranen zurückzugehen, mit dessen Herstellung sich diese in den Untergrund gedrängte jüdische Gruppe auf Pessach vorbereitete. Der Brauch des Rosinenweins hielt sich in Nordamerika in jüdischen Gemeinden bis in die 1870er Jahre, auch wenn Rabbiner darauf hinwiesen, dass Wein kein Chametz im Sinn des jüdischen Ritualgesetzes war. Mordechai Noahs Expertise wurde allerdings angefochten, weil auch die Vertreter der „Ein-Wein-Theorie“ jüdische Gewährsleute befragten. In Europa, so erfuhr man, sei koscherer Wein in jüdischen Familien allgemein üblich, und nur die Allerärmsten behälfen sich beim Pessachfest mit einem Rosinenaufguss.

#### Traubensaft

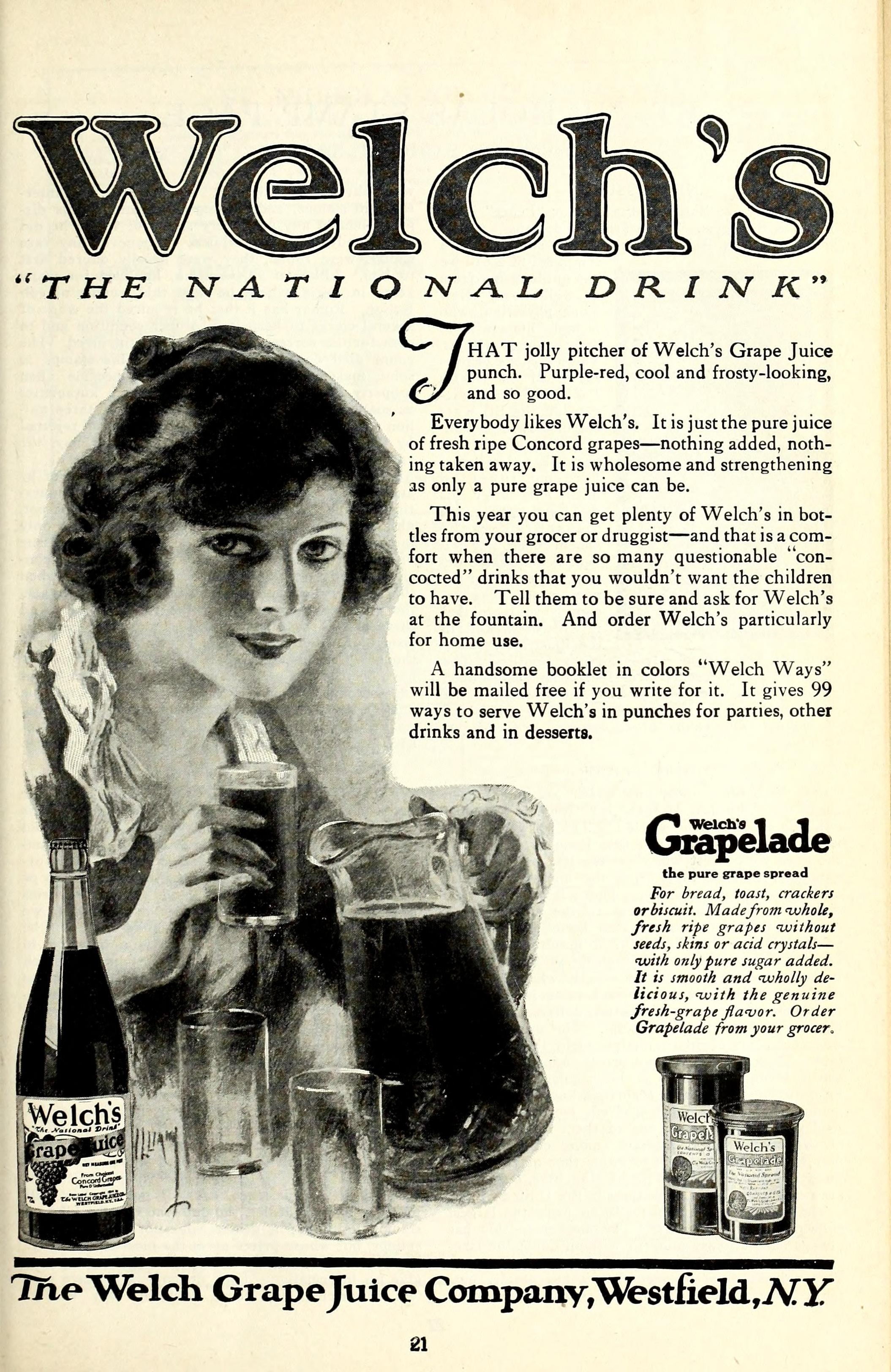
Welch’s Traubensaft als gesundes Nationalgetränk (1920)

Ephraim Wales Bull züchtete 1849 aus amerikanischen Wildreben die Rebsorte Concord. Thomas Bramwell Welch (1825–1903), einem methodistischen Geistlichen, gelang es 1869, Saft der Concord-Traube durch Pasteurisation haltbar zu machen. Das Verfahren war erst seit wenigen Jahren bekannt. Welchs Traubensaft stieß zunächst auf wenig Interesse. Sein Sohn Charles E. Welch hatte 1875 jedoch die Geschäftsidee, den Saft als alkoholfreien Abendmahlswein zu vermarkten (Dr. Welch’s Unfermented Wine). Die Weinimitation wurde noch dadurch verstärkt, dass man den Saft in Burgunderflaschen abfüllte. Als die 1873 gegründete Women’s Temperance Union für Traubensaft beim Abendmahl warb, war Welchs Weinersatz der Durchbruch gelungen. Seit etwa 1920 verwendete die Mehrheit der protestantischen Kirchen in den USA Traubensaft beim Abendmahl.
Von den USA gelangte die „Zwei-Wein-Theorie“ auch nach Großbritannien. Vor allem die methodistischen Gemeinden führten das alkoholfreie Abendmahl ein. Die anglikanische Kirche vollzog diese Entwicklung nicht mit. 1877 verbot Christopher Wordsworth, Bischof von Lincoln, die Verwendung von Traubensaft beim Abendmahl, was die VI. Lambeth-Konferenz 1888 bestätigte. Auch im deutschsprachigen Raum entstand eine Abstinenzbewegung nach angelsächsischem Vorbild, der Abendmahlswein wurde jedoch (noch) nicht in Frage gestellt.

### Doppelhostien
In den Verhandlungen zwischen Lutheranern und Reformierten, die zur Altpreußischen Union führten, war es symbolisch wichtig, ob in der geplanten Unionskirche Brot oder Hostien verwendet werden sollten. Die Lösung war ein Kompromiss: Doppeloblaten, mit denen man das den Reformierten wichtige Brotbrechen vollziehen konnte. Diese neuartigen „Berliner Hostien“ erhielten gleich nach ihrer Einführung 1830 den Spottnamen „Brillenhostien“ und wurden in unierten Gemeinden nur gelegentlich und nicht allgemein verwendet. Die Herrnhuter Brüdergemeine gebraucht als Besonderheit bei ihrer Abendmahlsfeier bis heute Doppeloblaten, die für je zwei Kommunikanten gebrochen werden.

### Hostienbäckerei
Wilhelm Löhe regte eine würdige, ästhetisch ansprechende Abendmahlsfeier an, wozu auch Qualität bei Brot und Wein gehörten. Er lehnte nicht nur die Meinung anderer Lutheraner ab, dass in Gegenden, wo Brot nicht vorhanden sei, das Abendmahl mit der Frucht des Brotbaums gefeiert werden dürfe. Er bestand auch darauf, dass nur „wirkliche Brote und zwar solche gebraucht würden, wie sie der Herr auch gebraucht hat, nämlich Waizenbrote.“ Daher wandte er sich dagegen, Hostien bei irgendeinem Bäcker oder Hausierer zu kaufen, denn wenn sie aus Kartoffelstärke hergestellt wurden, seien sie für den Abendmahlsgottesdienst ungeeignet. Um die Qualität zu sichern, gründete Löhe 1858 die Hostienbäckerei der Diakonie Neuendettelsau. Nach diesem Vorbild stellt auch die Diakonissenanstalt Dresden seit 1866 Hostien auf traditionelle Weise her, wobei „nur reines Weizenmehl und klares Wasser“ verwendet werden.
Löhe ist hier beeinflusst von entsprechenden Entwicklungen in der römisch-katholischen Kirche. Weil ein Priester schwer sündigte, der die Eucharistie mit anderen Materien als Wein aus Trauben und Brot aus „Getreide“ feierte, waren die im 19. Jahrhundert häufigen Lebensmittelmanipulationen ein Problem. Eigene chemische Experimente sollten dem Geistlichen befähigen, unzulässige Zutaten nachzuweisen (Pastoralchemie). Sicherer war es, die Hostienbäckerei und das Keltern von Messwein zuverlässigen Produzenten anzuvertrauen, vor allem Klöstern.

### Einzelkelche

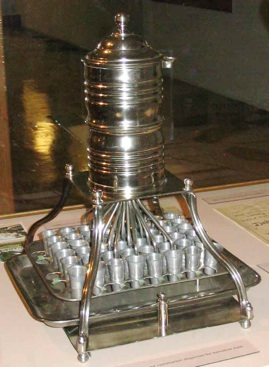
Communion Wine Dispenser, Erfindung von John G. Thomas, Vaughnsville Congregational Church

Als Robert Koch 1876 den Tuberkelbazillus entdeckte, führte das in der Bevölkerung zu einer ausgeprägten „Bazillenangst“. Ein Jahrzehnt später erhoben kirchlich engagierte Ärzte in den USA Bedenken gegen das gemeinsame Trinken aus dem Abendmahlskelch. In einer Schrift mit dem Titel „Der vergiftete Kelch“ (The Poisened Chalice) riet der Mediziner M. O. Terry 1887 zum Eintunken des Brots in den Wein (Intinctio), um nicht den Abendmahlskelch mit den Lippen zu berühren. Charles Forbes erfand 1894 ein Einzelkelch-Set aus kleinen Gläsern (The Sanitary Communion), und um die Jahrhundertwende gab es verschiedene Modelle, wie die Einzelkelche befüllt werden konnten und wie man damit das Abendmahl feierte. Eine Möglichkeit war der Gießkelch, eine andere Option Zapfanlagen, ähnlich miniaturisierten Trinkbrunnen in Kurorten. In methodistischen Gemeinden wurde die Einführung von Einzelkelchen kontrovers diskutiert. Befürworter argumentierten, dass möglicherweise beim Letzten Abendmahl auch jeder Jünger ein eigenes Trinkgefäß gehabt habe (hier scheint Das Abendmahl von Leonardo da Vinci rezipiert worden zu sein). Der Einzelkelch bringe außerdem die persönliche Beziehung zum Heiland besonders gut zum Ausdruck.

### Tabletts mit Brotbröckchen
Die Bazillenangst änderte auch der Umgang mit dem eucharistischen Brot. Der Ritus des Brotbrechens unterblieb. Um unnötige Berührungen des Lebensmittels zu verhindern, wurde es in methodistischen Gemeinden üblich, Teller mit Brotbröckchen herumzureichen, von denen sich jeder Kommunikant selbst eines nahm. Eine weitergehende Idee, im Altarraum Tabletts mit Einzelkelchen und Brotstücken aufzustellen und die Kommunikanten einzuladen, sich selbst zu bedienen, konnte sich als „Cafeteria-Kommunion“ nicht durchsetzen: zu sehr widersprach die Selbstbedienung dem Geschenkcharakter des Abendmahls.

## 20. Jahrhundert

### Traubensaft
Erst nach der Jahrhundertwende beantragten Mitglieder von deutschen Abstinenzvereinen den Gebrauch von Traubensaft beim Abendmahl. Zwei Landeskirchen (Anhalt und Württemberg) gestatteten 1924 eigene „Abendmahlsfeiern für Enthaltsame“ mit Traubensaft statt Wein. Auch die „Zwei-Wein-Theorie“ wurde neu aufgegriffen. Gustaf Dalman widerlegte diese Theorie mit dem Argument, dass die Weinernte in Palästina im Herbst stattfinde, Jesus mit seinen Jüngern aber im Frühjahr das Passahfest gefeiert und dabei das Abendmahl eingesetzt habe. Dafür habe Traubensaft gar nicht zur Verfügung gestanden.
1979 veröffentlichte die VELKD eine Handreichung, in der sie auf die Situation alkoholkranker Menschen einging. Um sie nicht zu stigmatisieren, wurde es erlaubt, neben Wein beim Abendmahl auch Traubensaft zu verwenden. Das Abendmahl mit Traubensaft ist in der Praxis evangelischer Gemeinden recht häufig geworden. Liturgiker wie Karl-Heinrich Bieritz kritisieren eine Sinnentleerung durch Verschiebung der Bedeutungsgehalte: „Saft vermag – als Signifikant – kaum die Fülle kultureller und religiöser Signifikate zu realisieren, die an der Zeichengestalt des Weines haften,“ nämlich festliche Lebensfreude, Lebensfülle und Lebenshoffnung. Rainer Volp meint, dass die evangelische Kirche auf die Alkoholismusproblematik nicht durch den generellen Verzicht auf Wein reagieren solle, sondern indem sie Wein und Traubensaft zugänglich mache, den Menschen die Entscheidung überlasse und dabei Regelsicherheit schaffe.

### Kelchbewegung
Die Preußische Generalsynode erhielt 1903 eine Petition, Alternativen zum Gemeinschaftskelch zuzulassen; die Synode lehnte aber eine Diskussion über dieses Thema ab. Das Kaiserliche Gesundheitsamt veröffentlichte 1904 ein Gutachten, wonach der Hygiene Genüge getan sei, wenn der Kelch nach jedem Kommunikanten etwas gedreht und mit einem Tuch abgewischt werde. Dadurch sahen sich die Landeskirchen bestärkt, Einzelkelche zu verbieten. Die Theologen Friedrich Spitta und Julius Smend setzten sich an die Spitze einer Kelchbewegung, die den Einzelkelch forderte und in der von beiden herausgegebenen Monatsschrift für Gottesdienst und kirchliche Kunst bewarb.
Mit dem Ausbruch des Ersten Weltkriegs verschwand das Thema aus dem öffentlichen Interesse. Es kehrte aber in den 1980er Jahren mit der Angst vor AIDS-Infektion in die Kirchengemeinden zurück. Die Gliedkirchen der EKD holten daraufhin medizinische Gutachten ein, mit dem 1987 vorliegenden Ergebnis, dass die Gefahr, durch Trinken aus einem gemeinsamen Kelch mit AIDS infiziert zu werden, „verschwindend gering“ sei und durch den Gebrauch von Metall- statt Keramikkelchen weiter reduziert werde.
Nach Volp ist es für die liturgisch Verantwortlichen „ethisch zwingend“, subjektive Hygienebedenken in der Gemeinde ernst zu nehmen und die Wahl zwischen Gemeinschaftskelch und Einzelbechern zu ermöglichen. Einzelkelche lehnt er als „unwahrhaftig“ ab; sie seien durch Becher zu ersetzen.

### Kirchentage
Im Juni 1979 fand während des 18. Deutschen Evangelischen Kirchentags in Nürnberg eine Mahlfeier statt, von der eine Signalwirkung ausging. 4500 Teilnehmer saßen oder lagen auf Teppichen am Boden und teilten gruppenweise Fladenbrot und Traubensaft aus Keramikbechern. Es war das erste Feierabendmahl, eine Veranstaltung, die fortan zur Kirchentags-Tradition wurde. Die Kirchentage wurden zum Experimentierfeld für diese Verbindung von Agapemahl und Abendmahl, was allerdings 2001 in Frankfurt zum Eklat führte. Im Programmheft hieß es: „Bei diesem Fest der Befreiung gibt es mehr als Brot und Saft zu schmecken. Es soll satt machen.“ Auf den Brotritus sollte ein Mahl mit Obst, Gemüse und Käse folgen, abgeschlossen vom Kelchritus. Die liturgischen Texte im Materialheft des Projektausschusses erwähnten die eucharistische Gegenwart Jesu Christi in Brot und Wein nicht und enthielten keinen Bezug auf Tod und Auferstehung Jesu. Die Kommunikanten sollten daran denken, „wie Jesus Brot und Leben“ beziehungsweise „Freude und Hoffnung geteilt hat“. Vor dem Ökumenischen Kirchentag Berlin 2003 hatte diese Feier auch ökumenische Brisanz; der römisch-katholischen Kirche konnte es, so Ulrich Ruh, „nicht gleichgültig sein, wie jetzt in Frankfurt Abendmahl gefeiert wird, welches Signal von diesem Ereignis an zentraler Stelle innerhalb des Kirchentags ausgeht.“ In ihrem Gutachten für den Bischof von Limburg, Franz Kamphaus, betonten die beiden Sankt Georgener Dogmatiker Erhard Kunz und Werner Löser den zwischen Abendmahl und Agape schillernden Charakter des Feierabendmahls und schlossen: „Wir sollten die Auflösung des spezifischen Profils der Eucharistie bzw. des Abendmahls im ‚Feierabendmahl‘ nicht mittragen und dies in geeigneter Weise auch zum Ausdruck bringen - zunächst im Bereich unserer katholischen Gemeinden, die ja mit der Einladung zu dem ‚Feierabendmahl‘ konfrontiert sein werden, dann aber in allem Freimut auch vor unseren evangelischen Mitchristen.“ Kamphaus untersagte daraufhin Katholiken die Teilnahme am Frankfurter Feierabendmahl. Die EKD reagierte mit einer seit 2001 erarbeiteten, 2003 veröffentlichten Orientierungshilfe, in der sie zwischen Agape und Abendmahl deutlich unterschied und dabei von der Leuenberger Konkordie ausging.

### Inkulturation der eucharistischen Speise

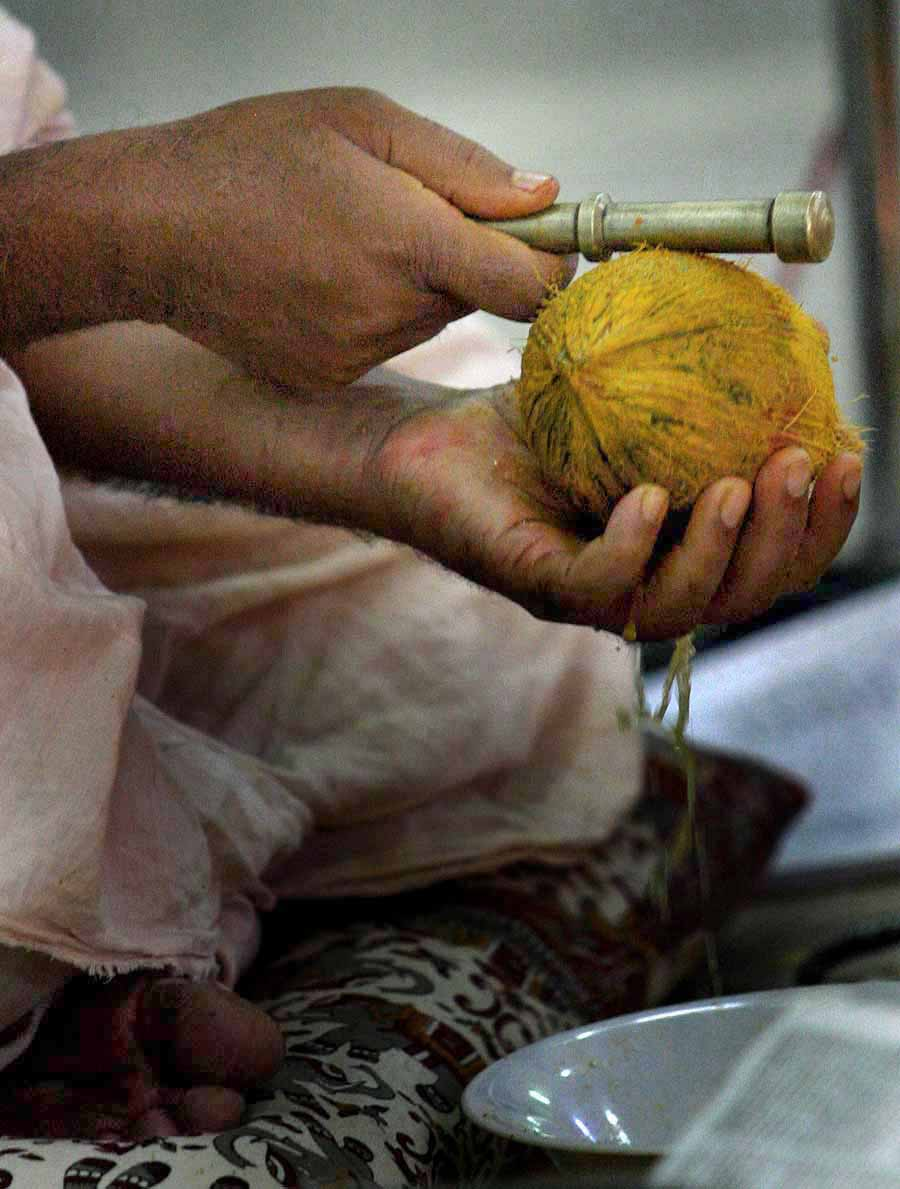
Christlicher Swami schlägt eine Kokosnuss auf, Indien 2007

Besonders im südpazifischen Raum suchten protestantische Theologen einheimische und kulturell bedeutsame Symbole, mit denen sich das Evangelium kontextualisieren ließ. Bekannt wurde Sione ‘Amanaki Havea, der eine „Theologie des Festes“ und eine „Kokosnuss-Theologie“ entwickelte. Die Produkte der Kokospalme sind für die Menschen auf den Pazifischen Inseln lebensnotwendig. Havea stellte eine Reihe von symbolischen Bezügen zwischen der Kokospalme und christlichen Glaubensinhalten her. 1979 fand ein Workshop Culture and Faith auf den Neuen Hebriden statt, der eine eucharistische Liturgie mit der Kokosnuss im Mittelpunkt entwickelte. Dabei wird die Kokosnuss rituell mit einem Messer geteilt, so dass Fruchtfleisch und Kokoswasser zutage treten; Letzteres wird in einem Gefäß aufgefangen. Havea war ein methodistischer Geistlicher auf Tonga und erster Vorsitzender der Pacific Conference of Churches. Bei seiner Rede vor der 6. Vollversammlung des Ökumenischen Rates der Kirchen 1983 erklärte er: „Getreide und Weintrauben, Brot und Wein sind für uns etwas Fremdes. Heute ist das die Kokosnuss. Wir sehen den Kairos im Reifen der Kokosnuss.“
Dinbandhu Ministries in Yavatmal, Maharashtra, ist eine 1990 gegründete Dalit-Missionsgesellschaft. Sie verwendet ebenfalls Fruchtfleisch und Saft der Kokosnuss in ihrer Abendmahlsfeier, wobei sie auf die Symbolik der Frucht im Hinduismus Bezug nimmt. Das rituelle Aufbrechen der Kokosnuss versinnbildlicht die Lebenshingabe von Christus am Kreuz.
Das Zeremonialgetränk Kava gilt auf den Fidschi-Inseln als Inbegriff der eigenen Kultur. Daher gab es in der dortigen methodistischen Kirche eine Diskussion darüber, ob Kava anstelle des kulturell fremden Weines bei der Eucharistie verwendet werden könne. Insbesondere das Herumreichen einer Schale (tanoa), aus der alle trinken, und wodurch sie Teil einer sozialen Gemeinschaft werden, ist eine Parallele zum Trinken aus dem Abendmahlskelch. Ein Bezug zur Bibelstelle 1 Kor 10,16  liegt auch nahe. In der römisch-katholischen Kirche von Pohnpei (Mikronesien) ist ein Versöhnungsritual üblich, bei dem Kava verwendet wird; es hat strukturelle Ähnlichkeiten mit einer Eucharistiefeier. Trotzdem hatten die Methodisten den Eindruck, dass Kava als eucharistisches Getränk nicht stimmig war, und entschieden sich dagegen.

## 21. Jahrhundert

### Wein oder Traubensaft, Einzelkelche oder Gemeinschaftskelch

#### Evangelische Kirche in Deutschland
Mit Bezug auf die Leuenberger Konkordie stellt die EKD-Orientierungshilfe Das Abendmahl 2003 fest, dass die Schöpfungsgaben Brot und Wein im Mittelpunkt der Abendmahlsfeier stehen. „Nicht jedes Stück Nahrung ist dafür geeignet, Christi Leib und Blut gegenwärtig werden zu lassen.“ Die Frage, ob Weißbrot oder Oblaten und roter oder weißer Wein verwendet werden, solle aber nicht zur Grundsatzfrage aufgewertet werden. Das Abendmahl mit Traubensaft solle die Ausnahme bleiben. Die Orientierungshilfe konstatiert, dass in einigen Kirchengemeinden Formen der Abendmahlsfeier üblich sind, bei denen Einzelkelche verwendet werden. Sie gibt zu bedenken, dass das Trinken aus dem Gemeinschaftskelch den Einsetzungsworten („trinket alle daraus“) besser entspreche und außerdem „der Tatsache, daß die Gemeinde im Abendmahl nicht nur zu einer Gemeinschaft mit Christus, sondern auch untereinander verbunden wird.“

#### Selbständige Evangelisch-Lutherische Kirche (SELK)
Zur Feier des Heiligen Abendmahls wird ausschließlich Wein verwendet, in der Regel Weißwein. Beim Traubensaft bestehe nicht mehr die Gewissheit, dem Auftrag Jesu Christi gemäß zu handeln. Seit der Coronapandemie werden in verschiedenen Gemeinden der SELK Einzelkelche beim Abendmahl benutzt.

### Glutenfreie Hostien
Seitdem bei einem wachsenden Anteil der Bevölkerung Glutenunverträglichkeit (Zöliakie) diagnostiziert wurde, stellt sich für die Kirchen die Frage, wie diese Menschen am Abendmahl teilnehmen können. Ohne Gluten ist es nämlich nicht möglich, Hostien aus Weizenmehl zu backen. Glutenfreie Hostien werden daher aus anderen Zutaten hergestellt. So verwendet die Hostienbäckerei Neuendettelsau Reis-Mais-Kartoffelmehl, also Zutaten, die ihr Gründer Löhe im 19. Jahrhundert ausgeschlossen sehen wollte. Erst recht kann man kein glutenfreies Weizenbrot backen, so dass für reformierte Gemeinden die Wahl zwischen Hostien oder Weißbrot aus Reis- und Maismehl besteht. Die Selbständige Evangelisch-Lutherische Kirche (SELK) bezeichnet es als „umstritten“, ob Hostien aus Kartoffelstärke dem Auftrag Christi bei der Einsetzung des Abendmahls entsprechen, und verweist darauf, dass ihre Verwendung in der römisch-katholischen Eucharistiefeier in der Regel nicht gestattet ist. Römisch-katholische Argumente gegen die Verwendung von glutenfreiem Brot bei der Eucharistiefeier werden  im Anglikanismus dagegen ausdrücklich als unbedeutend beurteilt.

### Bericht der Inter-Anglican Liturgical Commission 2009
Die Anglikanische Gemeinschaft ist eine Weltkirche, die sich der Inkulturation weiter geöffnet hat als die römisch-katholische Kirche. Eine Befragung von 29 Provinzen oder Kirchen, welche Materien bei der Eucharistiefeier verwendet werden, ergab, dass folgende Motive eine Substitution von Brot oder Wein begründen: Sorge um Allergiker und Alkoholkranke, Kosten, Ablehnung von Alkohol (Abstinenz als Kirchenlehre), Nichtverfügbarkeit, gesetzliche Bestimmungen. Für einige Provinzen ist es wegen der islamischen Gesetzgebung praktisch unmöglich, das Abendmahl mit Wein zu feiern. Als Alternativen wurden genannt:
- für Weizenbrot: Gebäck aus Reismehl, glutenfreies Brot, Biscuits, runde Kuchen;
- für Traubenwein: Traubensaft, alkoholfreier Wein, Coca-Cola, Fanta, Bananensaft, Fruchtwein (Ananas oder Passionsfrucht), Aufguss von Rosinen in kochendem Wasser.

Von den Philippinen wurde berichtet, dass es zu ökumenischen Irritationen kam, als die Anglikaner ortsübliche Sorten von Brot und Wein (Reiswaffeln, Reiswein) bei der Eucharistiefeier verwendeten. Das Pacific Theological College als zentrale Ausbildungsstätte für protestantische Geistliche auf den Pazifikinseln stellt beim Abendmahl zur Wahl, ob Brot und Wein oder Kokosnüsse verwendet werden. Auch der Gebrauch von Kava wurde erwähnt. Anglikanische Gemeinden der First Nations lehnen laut Befragung Alkohol wegen seiner negativen historischen Konnotationen ab und ersetzen ihn manchmal durch Peyote.
Die Kommission stellte fest, dass es durch den Welthandel uneindeutig wurde, welche Lebensmittel kultureller Import sind und welche Teil der lokalen Kultur. Softdrinks z. B. seien Importe, würden aber regional als Teil der eigenen, afrikanischen Kultur wahrgenommen. Als Ergebnis empfahl die Kommission, Brot und Wein nicht exakt (und einheitlich) zu definieren, es reiche aus, dass Lebensmittel verwendet werden, die bei der Feier in einem bestimmten historischen und kulturellen Kontext als Brot und Wein bezeichnet werden könnten.